# آدام ولکانووا
آدام ولکانووا (چکی: Adam Vlkanova؛ زادهٔ ۴ سپتامبر ۱۹۹۴) بازیکن فوتبال اهل جمهوری چک است.
از باشگاه‌هایی که در آن بازی کرده‌است می‌توان به باشگاه فوتبال هرادتس کرالووه اشاره کرد.
او همچنین در تیم‌های ملی فوتبال زیر ۲۱ سال جمهوری چک و جمهوری چک بازی کرده‌است.